# Heteranthera dubia
Espèce
Statut de conservation UICN

LC : Préoccupation mineure
Heteranthera dubia, l’Hétéranthère litigieuse ou Hétéranthère douteuse, est une espèce de plante aquatique submergée à tiges grêles, de la famille des Pontédériacées.

## Caractéristiques
La plante a un aspect très filiforme dans son ensemble. Les tiges, de 30 à 60 cm de long, s'enracinent aux nœuds. Les feuilles sont linéaires, à nervures parallèles et sont dotées d'une gaine stipuliforme.
La fleur, jaune clair, atteint rarement la surface de l'eau. Les étamines sont presque de longueur égale. La floraison est estivale.
Le fruit est une capsule contenant de nombreuses graines.

## Écologie
L'Hétéranthère litigieuse préfère les eaux tranquilles et les rivages. Elle est présente dans l'ouest du Québec.

## Taxonomie et classification
Le nom scientifique complet (avec auteur) de ce taxon est Heteranthera dubia (Jacq.) MacMill..
L'espèce a été initialement classée dans le genre Commelina sous le basionyme Commelina dubia Jacq..
Ce taxon porte en français les noms vernaculaires ou normalisés suivants : Hétéranthère litigieuse, Hétéranthère douteuse.
Heteranthera dubia a pour synonymes :
- Commelina dubia Jacq.
- Heteranthera dubia f. terrestre (Farw.) Vict.
- Heteranthera graminea (Michx.) Vahl
- Heteranthera liebmannii (Buchenau) Shinners
- Leptanthus gramineus Michx.
- Phrynium dubium (Jacq.) Farw.
- Phrynium dubium var. terrestre Farw.
- Potamogeton liebmannii Buchenau
- Schollera dubia (Jacq.) Kuntze
- Schollera graminea (Michx.) Raf.
- Schollera graminea var. minima N.Coleman
- Schollera graminifolia Willd.
- Zosterella dubia (Jacq.) Small
- Zosterella longituba Alexander